# Ferdinand Petzl

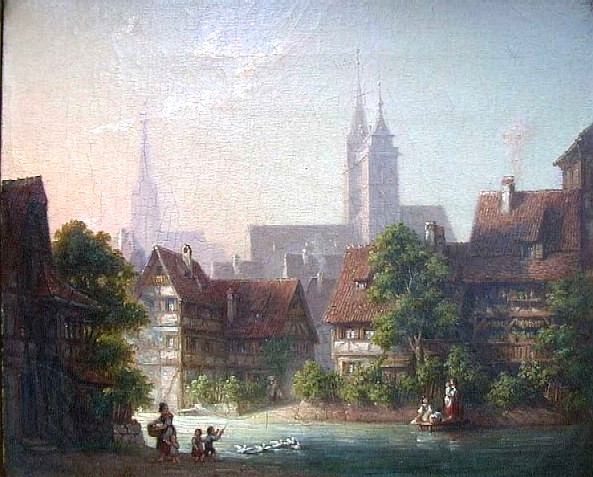
Esslingen, Öl auf Leinwand

Ferdinand Petzl (* 19. Oktober 1819 in München; † 15. September 1899 ebenda) war ein deutscher Architekturmaler.
Sein Vater war Angestellter bei der königlichen Steuerkatasterkommission.
Ferdinand Petzl erhielt seinen ersten Malunterricht bei seinem Bruder, dem um sechzehn Jahre älteren Joseph Petzl. Danach wurde er Schüler von Friedrich Anton Wyttenbach, besuchte die Polytechnische Schule und seit dem 6. Juli 1835 die Königliche Kunstakademie München.
Petzl beschäftigte sich hauptsächlich mit der Architekturmalerei, stand dabei unter dem Einfluss von Wilhelm Gail, Michael Neher und Angelo Quaglio.
Nach dem Studium begab er sich auf Studienreisen, wobei er mit der Porträtmalerei seinen Lebensunterhalt verdiente. Er besuchte Franken, Schwaben und Niederbayern, später auch Schweiz, Tirol und Oberitalien. Aus den Wanderungen brachte er Aquarelle und Ölbilder mit, die auch Unterlagen für Stahlstichalben bildeten. Seine Werke stellen heute wertvolle Dokumente vieler verschollener oder umgebauter Baudenkmäler dar.
Einige seiner Werke erschienen in der Gartenlaube. Fast alljährlich stellte der Künstler seine Werke im Kunstverein München aus. Petzl sammelte altertümliche Kunstgegenstände und Werke befreundeter Maler. Noch im Alter von zweiundsiebzig Jahren bestieg Ferdinand Petzl den Wendelstein, um Berglandschaften zu malen.